# Azteca chartifex
Azteca chartifex (лат.) — вид мелких муравьёв рода Azteca из подсемейства Долиходерины.

## Распространение и экология
Неотропика: от Коста-Рики до южной Бразилии. Azteca chartifex встречается во влажных лесных биотопах. Колонии полидомные, состоят из скоплений крупных, подвесных картонных гнезд. Картон сухой и похож на бумагу. В гнезда никогда не проникают эпифиты и в этом отношении они сильно отличаются от муравейников A. gnava и A. nigra. Они могут встречаться в очень открытых и сильно изолированных местах и, по-видимому, более многочисленны в сезонных влажных и сухих местообитаниях, чем в слабосезонных влажных лесах.

## Описание
Мелкие муравьи, длина около 2—3 мм. Усики 12-члениковые. Формула щупиков: 5,3. Глаза хорошо развиты. Усиковые бороздки и жало отсутствуют. Средние и задние голени с заметной гребенчатой вершинной шпорой; дорсальная поверхность мандибул гладкая и блестящая, с умеренно обильной мелкой пунктировкой; медиальные и латеральные доли наличника примерно на одном уровне. Голова с сильно выпуклыми боками, сильно сердцевидным задним краем. Промезонотум в профиль образует одну сильно выступающую выпуклость, мезонотум сзади круто обрывается к значительно более низкой метанотальной бороздке и дорсальной поверхности проподеума. Скапус и голени без прямых волосков; бока и задний край головы без прямых волосков; пронотум сзади с заметным скоплением 6 или более длинных прямых волосков, мезонотум с 0—4 более короткими прямыми волосками, дорсальная поверхность проподеума с 4—6 прямыми волосками под переменным углом к поверхности; цвет красно-коричневый. Размер свисающих с ветвей деревьев картонных муравейников в виде конусов-сталактитов достигает 1 м.
Azteca chartifex выделяется среди известных видов муравьев-доминантов своим территориальным и доминантным поведением. На своей территории A. chartifex доминирует множеством рабочих особей, которые патрулируют территорию, монополизируя ресурсы и устраняя конкурентов. Род Azteca хорошо известен благодаря симбиозу этих муравьев с деревьями рода Цекропия (Cecropia), который является одним из наиболее успешных примеров мутуализма в Неотропиках. Это дерево предоставляет убежище и пищу для Azteca, которая, в свою очередь, защищает растение от травоядных и лианы. Поэтому A. chartifex может быть подходящей моделью для изучения влияния доминирующего дендробионтного вида муравьев на другие виды, особенно в мультитрофных системах, учитывая его потенциал в защите древесных видов. A. chartifex встречается в пологе леса, где доминирует Byrsonima sericea из семейства Мальпигиевые. Территориальность A. chartifex способна изменять видовой состав членистоногих, ограничивая численность как хищников, так и травоядных. A. chartifex проявляет свою монодоминантность там, где он встречается, даже при наличии других доминирующих видов муравьев. A. chartifex имеет минимальное перекрытие с другими доминирующими и многочисленными видами муравьев (Crematogaster) и с подчиненными видами муравьев (Cephalotes minutus и Camponotus sanctaefidei), что свидетельствует о том, что A. chartifex может ограничивать или допускать постоянство других видов, управляя ассоциацией членистоногих пологов деревьев.

## Гнездование рядом с осамиPolybia rejecta
Муравьи Azteca chartifex обычно ассоциируются с колониями общественных ос Polybia rejecta из подсемейства полистины (Polistinae, Vespidae). Эта связь была изучена в парке Риу-Досе (штат Минас-Жерайс, Бразилия), где наблюдалось двенадцать колоний P. rejecta. Осы обычно строят свои гнезда на расстоянии 10—20 см от жилища муравьев. Осиные гнезда, как правило, меньше, чем гнезда вдали от муравьиной колонии, и имеют схожую с муравьями окраску. Это затрудняет дифференциацию осиных гнезд от муравьиных. Все двенадцать найденных и наблюдавшихся гнезд были связаны с Azteca chartifex, что означает, что и осы, и муравьи получают какую-то выгоду. Был сделан вывод, что агрессивное поведение осы, вероятно, защищает муравьев от млекопитающих, птиц или змей, которые пытаются приблизиться к гнезду. Защита осы от хищников, особенно млекопитающих, может способствовать сохранению численности муравьиной колонии, а также сохранению муравьиного гнезда. Несмотря на агрессивное поведение осы, агрессии между муравьями и осами не наблюдалось, а это означает, что такое сосуществование должно быть выгодно и для колонии ос, поскольку дает ей дополнительную защиту от хищников.